# مرکز آموزش تخصص‌های دریایی رشت

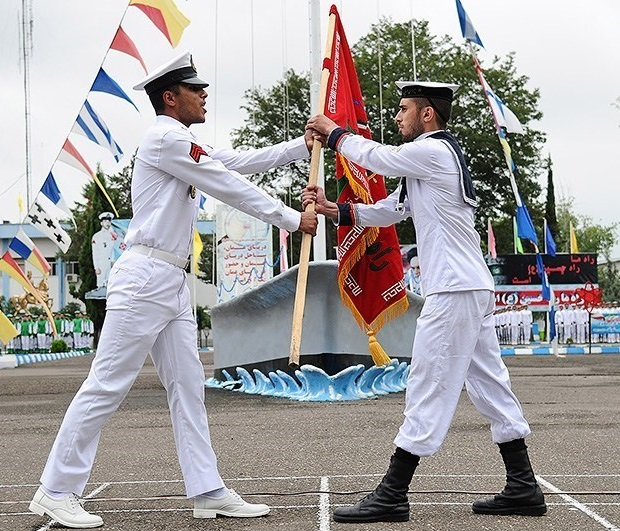
صبحگاه مشترک در مرکز آموزش تخصص‌های دریایی رشت

مرکز آموزش تخصص‌های دریایی رشت دانشگاه نظامی متعلق به نیروی دریایی ارتش جمهوری اسلامی ایران است، که در شهر رشت مستقر می‌باشد. این مرکز، آموزش درجه‌داران جهت بکارگیری در مناطق ۴ گانه نداجا و ستاد نیروی دریایی را برعهده دارد، همچنین وظیفه آموزش رزم مقدماتی به سربازان، درجه‌داران و افسران وظیفه نیروی دریایی را انجام می‌دهد. فرماندهی این مرکز هم‌اکنون برعهده دریادار دوم منصور لشنی می‌باشد.

## تاریخچه
مرکز آموزش تخصص‌های دریایی رشت پیش از این جز منطقه چهارم نداجا بود، که با تغییر ساختار نداجا به‌طور مستقیم تحت فرماندهی نیروی دریایی ارتش قرار گرفت. امیر دریادار حبیب‌الله سیاری، فرمانده نداجا از فرماندهان پیشین این مرکز بود. پس از انتخاب القاب برای مناطق و مراکز نیروی دریایی ارتش این دانشگاه، به مرکز آموزش‌های تخصص‌های دریایی باقرالعلوم رشت تغییر نام داد.

## آموزش‌ها

### آموزش‌های تخصصی
فرماندهی آموزش تخصص‌های نیروی دریایی رشت مسئولیت آموزش ۷۰ درصد از کارکنان نیروی دریایی ارتش را بر عهده دارد. پس از آموزش‌های رزم مقدماتی در مجتمع آموزشی شهید نامجو، آموزش‌های آکادمیک پرسنل پایور در این مرکز در ۲۱ تخصص و در ۱۷ مرکز آموزش انجام می‌شود. رشته‌های برق و الکترونیک، مکانیک، عرشه، آماد، جنگال، مخابرات، زیرسطحی، هوادریا، غواصی، رایانه، توپخانه ملوان، موزیک، زبان خارجه، کنترل صدمات و … از جمله رشته‌های آموزشی در این مرکز است.

### آموزش رزم مقدماتی

#### مجتمع آموزشی شهید نامجو
آموزش رزم مقدماتی دانش آموزان در مرکز آموزش جوادالائمه(۰۶) نزاجا به صورت مشترک و در مجتمع آموزشی شهید نامجو (پادگان حسن‌رود) واقع در روستای حسن‌رود کیلومتر ۲۰ جاده رشت به انزلی به صورت اختصاصی انجام می‌پذیرد. دانش آموزان پس گذراندن موفقیت دوره رزم مقدماتی وارد پادگان رشت خواهند شد و پس از گذراندن دوره‌های تخصصی با درجه مهناوی یکم پس از ۱۴ ماه آموزش به استخدام نیروی دریایی درآمده و در مناطق تابعه و یگان‌های ستادی مشغول انجام وظیفه خواهند شد. آموزش رزم مقدماتی سربازان و دانشجویان وظیفه نیز در مجتمع آموزشی شهید نامجو صورت می‌گیرد و پس از دو ماه آموزش سربازان، درجه‌داران و افسران وظیفه به یگان‌های نداجا در سراسر کشور اعزام خواهند شد.

### دوره‌های بازآموزی و ارتقا
دوره‌های بازآموزی و به‌روزآوری دانش و ارتقا درجه نظامی جهت کارکنان پایور شاغل نداجا نیز در این مرکز انجام می‌شود.

## واحدهای زیر مجموعه
- مجتمع آموزشی شهید نامجو - پادگان آموزشی رزم مقدماتی (پادگان حسن رود) واقع در روستای حسن‌رود
- بیمارستان تخصصی ولیعصر رشت[۱۱]
- مرکز آموزش غواصی
- باشگاه و مجموعه ورزشی ملوان جوان رشت
- دژبان آموزش تخصص‌های دریایی رشت